# Peter Frankopan

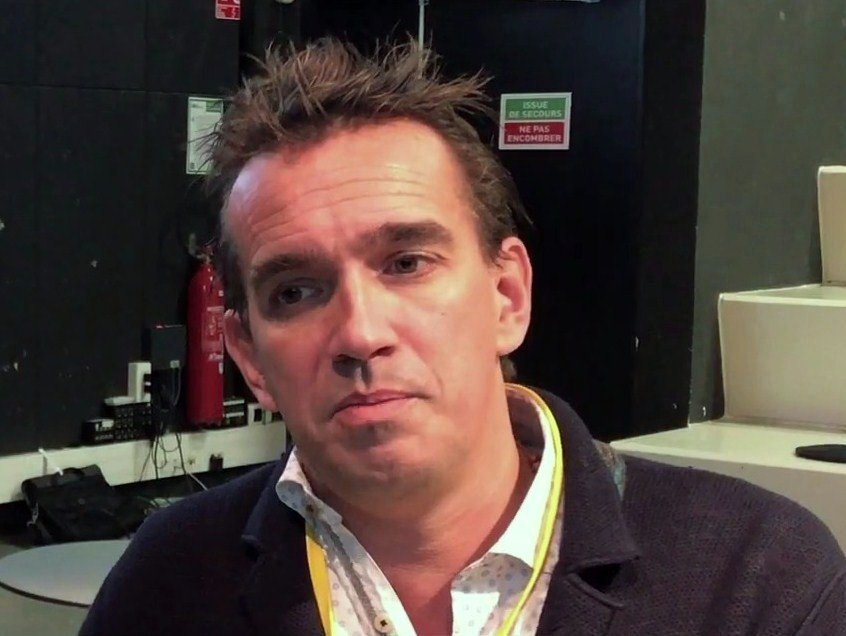
Peter Frankopan (2018)

Peter Frankopan (* 22. März 1971) ist ein britischer Historiker und Byzantinist sowie Hochschullehrer an der Universität Oxford.

## Leben
Peter Frankopan entstammt einer kroatischen Familie katholischer Konfession, die sich auf das historische Adelsgeschlecht Frankopan zurückführt. Sein Vater Louis Doimi de Lupis (* 1939 in Split, gestorben 2018), später Prinz de Frankopan und Graf Doimi de Lupis, kam nach dem Zweiten Weltkrieg nach Großbritannien und war dort Rechtsanwalt. Seine Schwester Paola (* 1969) ist die Gattin von Nicholas Windsor, dem jüngsten Nachkommen des Duke und der Duchess of Kent. Im Jahr 2000 nahm die Familie den Namen Frankopan an.
Frankopan studierte Geschichte am Jesus College, University of Cambridge, wo er 1993 den B. A. erwarb. Zum Dr. phil. promoviert wurde er mit einer Arbeit zur byzantinischen Geschichte am Corpus Christi College, University of Oxford. Dort war er zunächst Senior Scholar, bis er als Junior Research Fellow an das Worcester College wechselte. Seit 2000 ist er dort Senior Research Fellow und zugleich Direktor des Oxford Centre for Byzantine Research, einer universitätsinternen Einrichtung, die die Forschungen der Universität auf dem Gebiet der Byzantinistik und ihre Außendarstellung unterstützt. Darüber hinaus ist Frankopan Geschäftsmann und Hotelier.
Wissenschaftlich arbeitet Frankopan zum mediterranen Raum, dem Nahen Osten, Russland, Persien und Zentralasien sowie zu den Beziehungen zwischen Christentum und Islam zwischen Antike und Mittelalter. In seinem Buch Licht aus dem Osten (im Original Silkroads) erzählt er die Weltgeschichte aus einer anderen Sicht – mit dem Nahen und Mittleren Osten anstatt Europa als Ausgangspunkt – und betrachtet die Geschichte des Gebietes der Seidenstraßen aus einem neuen Blickwinkel.
Aufmerksam macht Frankopan historisch interessierte Leser durch die „Betonung der Aktualität“ der Geschichte. Dazu greift er auf Begriffe aus der aktuellen politischen Diskussion zurück („Weltmacht“). Kritisch merkt ein Rezensent an, dass Frankopan diejenigen Quellen bevorzugt, die die Ereignisse möglichst „dramatisch“ schildern, und dass er auf Quellenkritik verzichtet. Sein Buch Zwischen Erde und Himmel. Klima – eine Menschheitsgeschichte. rezensierte Wolfgang Behringer u. a. mit folgenden Worten: „Das Hauptproblem liegt darin, dass auf sein Urteil kein Verlass ist. Meinungen oder Spekulationen werden nicht als solche gekennzeichnet, Kontroversen nicht systematisch dargestellt, Information, Desinformation und blanker Unsinn sind unentwirrbar miteinander verbunden.“

## Auszeichnungen
- 2019: Kalliope-Preis für praxisnahe Migrationsforschung der Stiftung Deutsches Auswandererhaus in Bremerhaven.[6]
- 2024: Mitglied der Academia Europaea

## Publikationen (Auswahl)
- (Hrsg.): Croatia. Through Writers’ Eyes. Eland, London 2006.
- (Hrsg.): Anna Komnene, The Alexiad. Übersetzt von E. R. A. Sewter, durchgesehen von Peter Frankopan. Penguin Classics, Harmondsworth 2009.
- The First Crusade. The Call from the East. Belknap Press, Cambridge (Mass.) 2012.
  - Deutsche Übersetzung von Norbert Juraschitz: Kriegspilger: Der erste Kreuzzug. Rowohlt, Berlin 2017, ISBN 978-3-7371-0003-8.
- The Silk Roads: A New History of the World. Bloomsbury, London 2015, ISBN 978-1-4088-3997-3.
  - Niederländische Übersetzung: De zijderoutes: een nieuwe wereldgeschiedenis. Uniebook – Het Spectrum 2016, ISBN 978-90-00-31570-3.
  - Spanische Übersetzung: El corazón del mundo: Una nueva historia universal. Editorial Crítica 2016, ISBN 978-84-16771-16-5.
  - Deutsche Übersetzung von Michael Bayer und Norbert Juraschitz: Licht aus dem Osten. Eine neue Geschichte der Welt. Rowohlt, Berlin 2016, ISBN 978-3-87134-833-4.
  - Türkische Übersetzung von Mengü Gülmen: İpek Yolu: Alternatif Dünya Tarihi. Pegasus, Istanbul, 2018, ISBN 978-605299317-0.
- The New Silk Roads: The Present and Future of the World. Bloomsbury, London 2018, ISBN 978-1-5266-0742-3.
  - Deutsche Übersetzung von Henning Thies: Die neuen Seidenstraßen: Gegenwart und Zukunft unserer Welt. Rowohlt, Berlin 2019, ISBN 978-3-7371-0001-4. (Mit Anmerkungen und einer Karte)
- The Earth Transformed: An Untold History. Bloomsbury, London 2023, ISBN 978-0-5256-5916-7.
  - Deutsche Übersetzung von Henning Thies & Jürgen Neubauer: Zwischen Erde und Himmel. Klima – eine Menschheitsgeschichte. Rowohlt, Berlin 2023, ISBN 978-3-7371-0098-4.